# Roger Sherman (politik)
Roger Sherman (19. dubna 1721, Newton, Massachusetts – 23. července 1793, New Haven, Connecticut) byl americký politik, právník a signatář Deklarace nezávislosti. Je také jedním z Otců zakladatelů Spojených států amerických a jediným člověkem, který podepsal všechny čtyři velké státní dokumenty USA: Continental Association (Kontinentální asociace), Declaration of Independence (Deklarace nezávislosti), Articles of Confederation (Články o Konfederaci) a Constitution of the United States of America (Ústava Spojených států amerických).

## Životopis
Sherman se narodil v Newtonu ve státě Massachusetts nedaleko Bostonu ve farmářské rodině. Jeho rodiče byli William a Mehetabel Sherman. Mehetabelin otec byl Benjamin Wellington a její matka byla Elizabeth Sweetman, která byla pokřtěna 4. března 1687 (nebo 1688), a zemřela 12. dubna 1776. William a Mehetabel měli sedm dětí: William Jr., Mehetabel, Roger (1721) , Elizabeth (provdaná za Jamese Bucka), Nathaniel (stal se reverendem), Josiah (také se stal reverendem) a Rebecca (provdaná za Josepha Hartwella Jr.). Po narození Alžběty (1723), to byly Rogerovi dva roky, rodina opustila Newton a usadila se v jižní části Dorchesteru v Massachutsetts. Ten se o tři roky později stal městem Stoughton, 17 km (27 km) jižně od Bostonu. William si vzal Rebeccu Cutlerovou 15. července 1714. Část Stoughtonu, kde Sherman vyrostl, se stala součástí města Canton v Massachusetts v roce 1797. Po dokončení studia na gymnáziu se začal živit jako obuvník. Měl však měl schopnost a také zájem učit se a také měl přístup k dobré knihovně jeho otce. S dalším vzděláním mu pomohl reverend Samuel Dunbar, který rozpoznal u mladého muže mimořádnou inteligenci. V roce 1743 po smrti otce se Sherman vydal se svou matkou a sourozenci pěšky do New Milfordu v Connecticutu. Tam si společně s bratrem Williamem a jeho manželkou Ruth otevřel první obchod ve městě. Velmi rychle se zapojil do občanských i náboženských záležitostí, stal se jedním z předních občanů města a nakonec úředníkem v New Milfordu. Pro svou znalost matematiky se stal krajským inspektorem v New Havenu v roce 1745. V roce 1759 začal poskytovat astronomické výpočty pro almanachy. Svou kariéru právníka začal v Litchfieldu v Connecticutu i přesto že neměl patřičné vzdělání. Mezi lety 1766 až 1789 pracoval v Connecticut House of Representatives (dolní komora Valného shromáždění Connecticutu) jako soudce u Nejvyššího soudu. Zastupoval Connecticut na kontinentálním kongresu a podepsal Continental Association (Kontinentální asociaci) která uvalila ekonomické sankce na zboží dovážené z Británie po vydání dokumentu Intolerable Acts. Byl také členem Committee of Five (Výbor pěti), který vypracoval návrh Deklarace nezávislosti. Později podepsal jak Články Konfederace, tak ústavu Spojených států. V roce 1784 byl zvolen prvním starostou New Haven v Connecticutu. V roce 1787 byl zvolen delegátem na zasedání Philadelphia Convention (Filadelfský ústavní konvent). Po Benjaminovi Franklinovi byl jejím nejstarším delegátem. Sherman podporoval udělení pravomocí federální vládě nutných pro zvýšení příjmů a regulaci obchodu, i když zpočátku byl proti snahám nahradit Články Konfederace novou ústavou. Nakonec novou ústavu podpořil a navrhl kompromis, který zaručil získání souhlasu s dokumentem větších i menších států.
Po ratifikaci ústavy Sherman zastupoval Connecticut ve Sněmovně reprezentantů Spojených států od roku 1789 do roku 1791. Od roku 1791 až do smrti v roce 1793 pracoval v Senátu Spojených států.

## Rodina
Roger Sherman byl dvakrát ženatý a měl celkem patnáct dětí, z nichž třináct se dožilo dospělosti. Jeho první žena byla Elizabeth Hartwell, se kterou se oženil 17. listopadu 1749. Narodila se 31. srpna 1726, ve Stoughtonu, jejím otcem byl jáhen Joseph Hartwell, narozený 11. srpna 1698, zemřel 6. února 1786 a její matka byla Mary Hartwell (rozená Tolman), narozená 4. října 1697, zemřela 10. listopadu 1782. Elizabeth zemřela 19. října 1760. Za rok po její smrti, 12. května 1763, si Sherman vzal Rebeccu Prescott, narozenou 20. května 1742 v Danvers, Essex County, Massachusetts. Měli osm dětí. Jeho syn Roger Sherman Jr. (1768–1856) dokončil v roce 1787 studium na Yale College, pracoval v Connecticut General Assembly v letech 1810–1811. Dcera Rebeca Shermanová se provdala za Simeona Baldwina, jenž pracoval na Kongresu Spojených států (1803–1806) a byl také soudce vrchního soudu v Connecticutu (1806–1817). V roce 1826 se stal starostou v New Havenu. Po smrti Rebeccy se Baldwin oženil s další dcerou Rogera Shermana Elizabeth Sherman Burr. Jeho dcera, Mehetabel Sherman Barnes si vzala Jeremiaha Evartse, který pracoval jako pokladník a tajemník American Board of Commissioners for Foreign Missions (Americké rady komisařů pro zahraniční záležitosti). Jeho dcera Martha Sherman se provdala za Jeremiaha Daye, který byl prezidentem univerzity Yale v letech 1817 až 1846. Další dcera Sarah si vzala Samuela Hoara, člena Massachusetts state legislature (zákonodárný sboru Massachusetts) a amerického Kongresu.

### Právnická a politická kariéra
Sherman je obzvláště pozoruhodnou postavou v historii Spojených států. Je jediným kdo podepsal všechny čtyři velké státní dokumenty Spojených států. Continental Association (Kontinentální asociaci), Declaration of Independence (Deklarace nezávislosti), Articles of Confederation (Články Konfederace) a United States Constitution (Ústava Spojených států). Robert Morris, který nepodepsal Continental Association, podepsal tři ostatní. John Dickinson také podepsal tři dokumenty, ale odmítl podepsat Deklaraci nezávislosti, neboť stále věřil v usmíření s Británií. Navzdory skutečnosti, že Sherman neměl formální právní vzdělání, byl vyzván, aby složil advokátní zkoušku u místního právníka. Připravil si právnický text „A Caveat Against Injustice“ (Varování před nespravedlností). Na základě textu byl v roce 1754 přijat do advokátní komory v Litchfieldu v Connecticutu. Rozhodl se zastupovat New Milford v „Connecticut House of Representatives“ (sněmovna reprezentantů). Pracoval zde v letech 1755 až 1758 a 1760 až 1761. V roce 1762 byl jmenován smírčím soudcem, v roce 1765 okresním soudcem. Během roku 1766 byl Sherman poprvé zvolen do Governor's Council (rada guvernérů Valného shromáždění v Connecticutu), kde působil až do roku 1785. Jako soudce Nejvyššího soudu v Connecticutu pracoval v letech 1766 až 1789, poté se stal členem Kongresu Spojených států.
Sherman byl také pokladníkem university Yale a získal čestný titul Master of Arts. Mnoho let byl profesorem náboženství a dlouhá léta se věnoval korespondenci s mnohými teology té doby.
Během února 1776 byli Roger Sherman, George Wythe a John Adams členy výboru odpovědného za stanovení pokynů pro úředníky amerického velvyslanectví v Kanadě. Pokyny výboru obsahovaly mimo jiné tento text: „Musíte jasně deklarovat, že máme svaté právo žít podle vlastního svědomí, a slavnostně naším jménem slibte všemu lidu svobodné a nerušené vyznávání jejich náboženství. A ... že všechna občanská práva včetně práva na práci v úřadech budou poskytnuta všem osobám bez ohledu na jakéhokoli jejich křesťanské vyznání. “
V roce 1784 byl zvolen starostou New Havenu, tuto funkci zastával až do své smrti. V roce 1790 byl Sherman a soudce Richard Law určeni revidovat nepřehledné a archaické zákony Connecticutu. Po celý život byl Sherman velkým ochráncem a dobrodincem vysoké školy Yale, po mnoho let byl univerzitním pokladníkem a podporovatelem stavby vysokoškolské kaple. Roger Sherman zemřel v roce 1793.

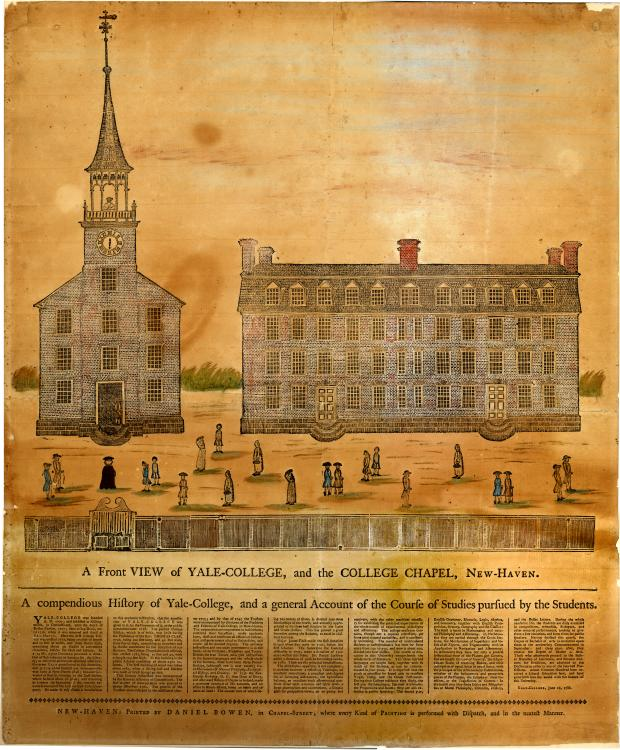
Univerzita Yale a univerzitní kaple, New-Haven, kresba z roku 1786. Tisk Daniel Bowen z dřevořezby. Na litografii jsou studenti univerzity poblíž jejího prezidenta Ezra Stilese smekající své klobouky, což v té době bylo na Yale zvykem. Budova známá jako Yale College byla postavena v roce 1717 a zbořena v roce 1782. „College Chapel“ původně známá jako „First Chapel“ byla postavena v letech 1761 až 1763. Od roku 1824 do jejího zbourání v roce 1893 byla známá jako Athenaeum.

### Ústavní konvent 1787
Roger Sherman byl jedním z nejvlivnějších členů Constitutional Convention. Není sice tak známým politikem jako jiní, hovořil stručně, jeho projevy nebyly nijak květnaté. Na rozdíl od jiných prominentních osob, jako byl například James Madison, Sherman si nevedl deník. Ve věku 66 let byl druhým nejstarším členem Constitutional Convention po Benjaminovi Franklinovi, kterému tehdy bylo 81 let. Přesto, jako jeden z nejaktivnějších členů, měl 160 pozměňovacích návrhů k dokumentu Virginia Plan. Jeho oponent James Madison podal 177 připomínek či návrhů. Zpočátku Sherman nepodporoval vznik nové ústavy. On, původní signatář Článků Konfederace, byl pro pouhou úpravu již existujících zákonů. Část jeho postoje vyplývala z obavy, jak veřejnost nová ustanovení přijme. Obhajoval pouhou úpravu článků a prohlásil, že je to v nejlepším zájmu všech a je to nejpravděpodobnější způsob, jak by lidé přijali změny ústavy. Sherman neviděl žádný důvod pro dvoukomorovou legislativu, jak navrhuje Virginia Plan. „Problém se starou vládou nebyl v tom, že jednala pošetile nebo ohrožovala svobodu někoho, ale že jednoduše nedokázala prosadit své zákony.“ Sherman dále rozvíjel myšlenku, že národní vláda prostě potřebuje způsob, jak zvýšit příjmy a regulovat obchod..Sherman byl velkým obráncem jednokomorové legislativy. Obhajoval jednokomorový zákonodárce stanov Konfederace tím, že prohlásil, že velké státy „neutrpěly v rukou malých států kvůli pravidlu rovného hlasování“. Nakonec, když Sherman viděl své původní cíle konvence jako nedosažitelné, zorganizoval kompromisy a dohody, aby uzákonil některé ze svých žádoucích právních předpisů. Sherman pocházel z obzvláště izolacionistického státu – Connecticut fungoval téměř bez spolupráce jiných států, měl vlastní přístavy, zejména pro obchodování se Západní Indií a nevyužíval přístavy v Bostonu. Sherman se obával, že … „lidé nejsou dostatečně moudří aby si dokázali vládnout a tak si nepřál aby jakákoli část federální vlády byla volena přímo lidmi“ Sherman, Elbridge Gerry (podle něhož byl v americké politice později nazván způsob manipulace s volebními okrsky – tzv. gerrymandering) a další měli společný názor, že volba zástupců do národní vlády by měla být vyhrazena státním úředníkům a nikoli všem vrstvám obyvatel. Sherman byl také opatrný v otázce účasti prostých občanů v národní vládě, a uvedl, že lidé „by měli mít co do činění s vládou co nejméně, různé informace by prosté občany snadno mohly lehce pomýlit.“.
Na jednáních se objevily dva návrhy na možnosti vytvoření legislativy. Jeden návrh byl vytvořit dvoukomorový zákonodárný sbor, ve kterém by obě komory měly zastoupení úměrné počtu obyvatel států, což bylo obsahem návrhu Jamese Madisona z Virginie, tzv. Virginia Plan. Druhý návrh byl upravit jednokomorový zákonodárný orgán tak aby měl stejné zastoupení ve všech státech, což podporoval návrh delegátů z New Jersey. Roger Sherman byl pevný stoupenec jednokomorové legislativy. Když seznal tento cíl jako jako nedosažitelný, navrhl kompromis. Pokud jde o způsoby volby, „Sherman se přiklonil k návrhu umožňujícímu každému státu zvolit si vlastní senátory“. Sherman původně navrhoval, aby volební právo do Sněmovny reprezentantů bylo určováno podle „počtu svobodných obyvatel“ v každém státě.
Během jednání o „Constitutional Convention of 1787“, Ústavního konventu z roku 1787, Sherman a Oliver Ellsworth byli vyzváni ke změně Articles of Confederation (Články Konfederace). Nabídli řešení známé jako „Great Compromise“ (Velký kompromis nebo Kompromis z Connecticutu). Návrh je koncipován tak aby byl přijatelný pro velké i malé státy, Občané by byli zastoupeni proporcionálně v jedné větvi zákonodárného sboru, nazvané House of Representatives (Sněmovna reprezentantů, dolní sněmovna). Státy by byly zastoupeny v jiné komoře, v Senátu (horní komora). Ve Sněmovně reprezentantů by měl každý stát jednoho delegáta. V Senátu by byli každému státu zaručeni dva senátoři, bez ohledu na velikost státu. Sherman je známý svým bojem proti papírovým penězům a také pro jeho pozdější opozici vůči Jamesi Madisonovi a jeho návrhu United States Bill of Rights (Listina práv (Spojené státy americké). Sherman se obával, že změny v americké ústavě sníží pravomoc států ve vztahu k občanům. Co se týká papírových peněz, Sherman se obával, že ...„přátelé papírových peněz vynaloží veškeré úsilí, aby se dostali do zákonodárného sboru, aby získali příslušnou licenci.“ Pokud jde o výkonnou moc, nebyl zastáncem autority exekutivy. Tvrdil, že pro exekutivu není třeba přijímat žádné ústavní ustanovení, protože to „není nic jiného než instituce uskutečňující vůli zákonodárce“. Pro svou osobní víru a puritánským názorům byl proti otroctví. Otázku otroctví však použil jako nástroj pro vyjednávání o ústavě. Prohlašoval, že otroctví se již postupně ruší a tento trend se rozšiřuje dále směrem na jih. Obával se, že otázka otroctví by mohla ohrozit úspěch americké ústavy. Rozhodl se napomoci schvalování legislativy ve prospěch otrokářských států s cílem získat i nepravděpodobné spojence z Jižní Karolíny. Pro úspěch jednání bylo důležité i ekonomické hledisko, jednotlivé státy po spojení těžily z faktu neexistence vývozních daní.
Sherman byl proti jmenování svého kolegy Gouverneura Morrise jako ministra do Francie, neboť jej považoval tohoto Patriota za „bezbožný charakter“.

## Smrt a místo pohřbení
Sherman zemřel ve spánku 23. července 1793 po dvouměsíční nemoci diagnostikované jako tyfus. Byl pohřben na hřbitově v New Haven, New Haven Green. V roce 1821, kdy byl tento hřbitov rušen, byly jeho ostatky přesunuty na hřbitov Grove Street Cemetery.